# Редингтон Бич (Флорида)
Редингтон Бич (енгл. Redington Beach) град је у америчкој савезној држави Флорида. По попису становништва из 2010. у њему је живело 1.427 становника.

## Демографија
Према попису становништва из 2010. у граду је живело 1.427 становника, што је 112 (7,3%) становника мање него 2000. године.
| Група             | 2000.         | 2010.         |
| Белци             | 1.451 (94,3%) | 1.310 (91,8%) |
| Афроамериканци    | 7 (0,5%)      | 5 (0,4%)      |
| Азијати           | 22 (1,4%)     | 36 (2,5%)     |
| Хиспаноамериканци | 45 (2,9%)     | 54 (3,8%)     |
| Укупно            | 1.539         | 1.427         |